# Slot machine

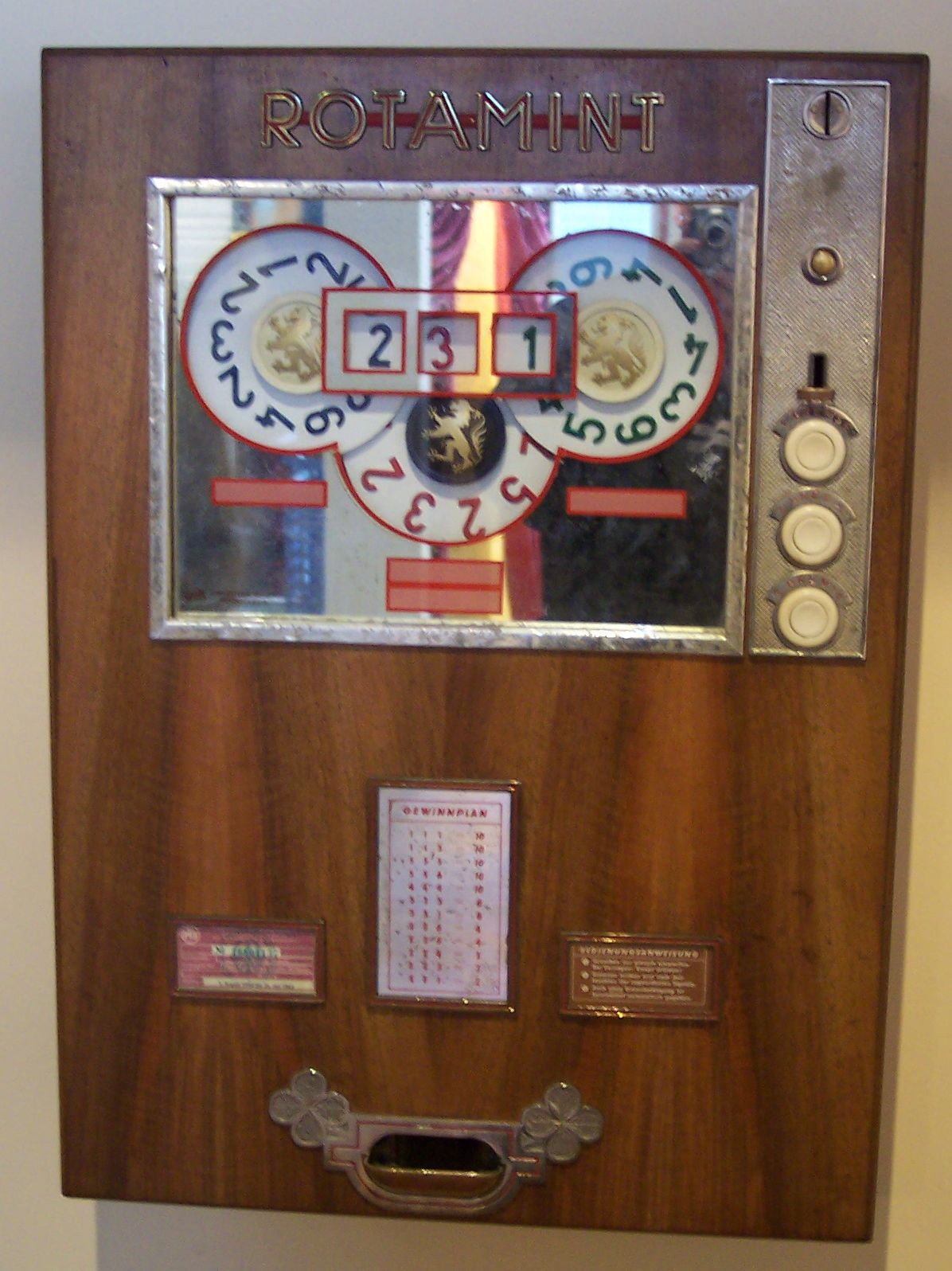
Slot machine del 1960

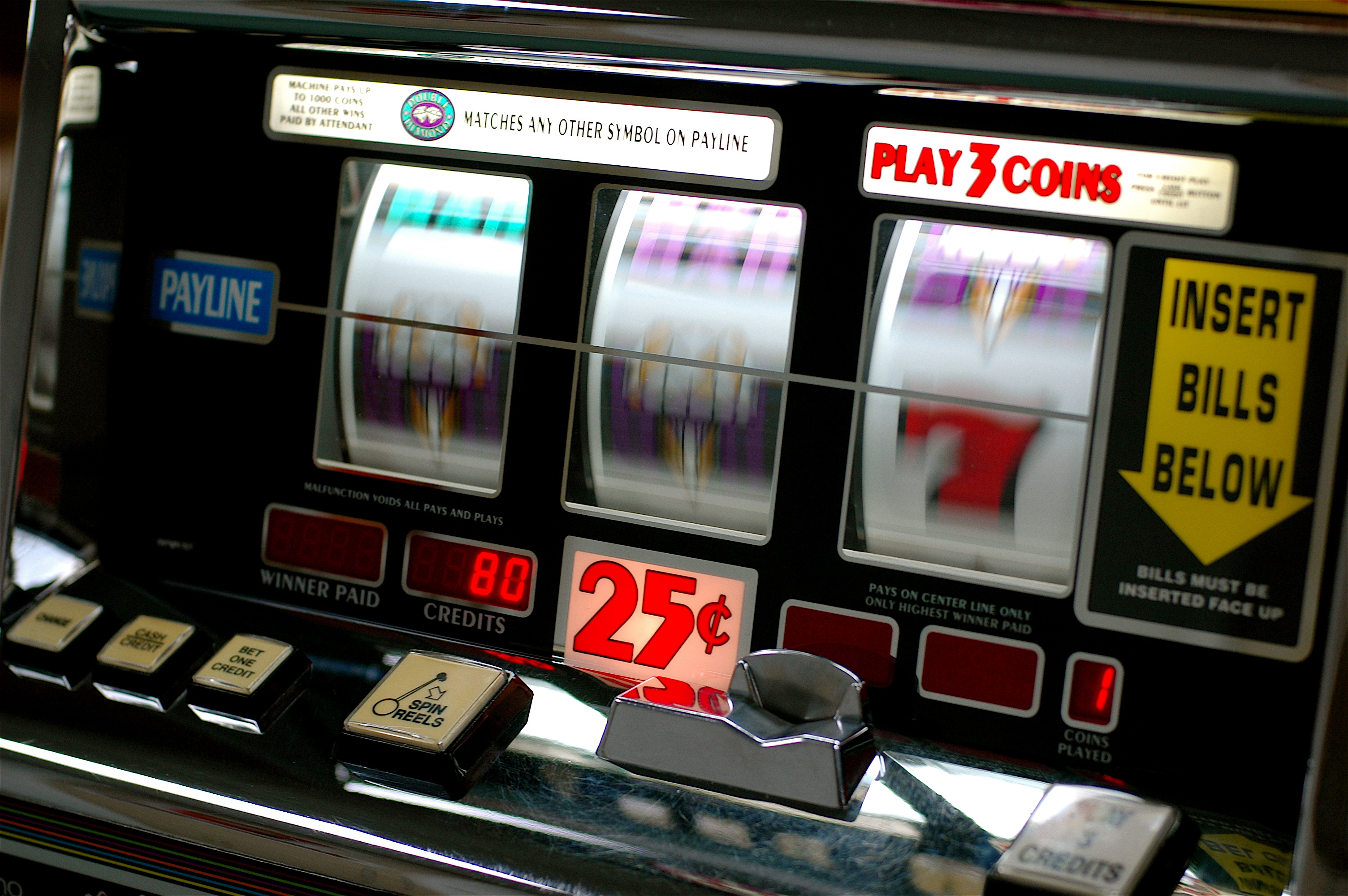
Una tipica mangiasoldi a rulli

La slot machine, in italiano chiamata occasionalmente macchina mangiasoldi, è un sistema di gioco d'azzardo comune nei casinò, nei bar, nelle case da gioco, nei centri scommesse e ora anche online.
Per giocare si possono utilizzare gettoni, banconote, carte di credito (soprattutto negli Stati Uniti), credit club, carte giocatore. Altri termini utilizzati per indicare il gioco sono poker machine (Australia) o fruit machine (UK). In Italia sono molto diffuse in bar, centri scommesse e pub.
Esistono diversi tipi di apparecchi e i più diffusi sono: a rulli, videopoker, multistation, newvideo; quelli a rulli tuttavia possono essere considerati in via di estinzione, poiché i casinò moderni adottano soprattutto new video.
Le slot machine elettroniche hanno un cabinato costituito da una pulsantiera, per gestire le puntate e di un monitor (i modelli più recenti montano un LCD); generalmente esistono anche modelli doppi, con la blindatura nello scompartimento dove sono situate le monete e/o banconote. Per essere a norma di legge devono essere collegate fisicamente a dei modem, i quali trasmettono i dati e le statistiche di ogni singola macchina in tempo reale. In Italia questi dati vengono inviati ai Monopoli di Stato (AAMS) che ne calcolano così la tassazione (la tassazione in Italia è di circa il 70,8% sugli utili) che poi i proprietari delle stesse slot dovranno corrispondere.
Può facilmente diventare una dipendenza, come mostrano i numerosi casi di ludopatia.

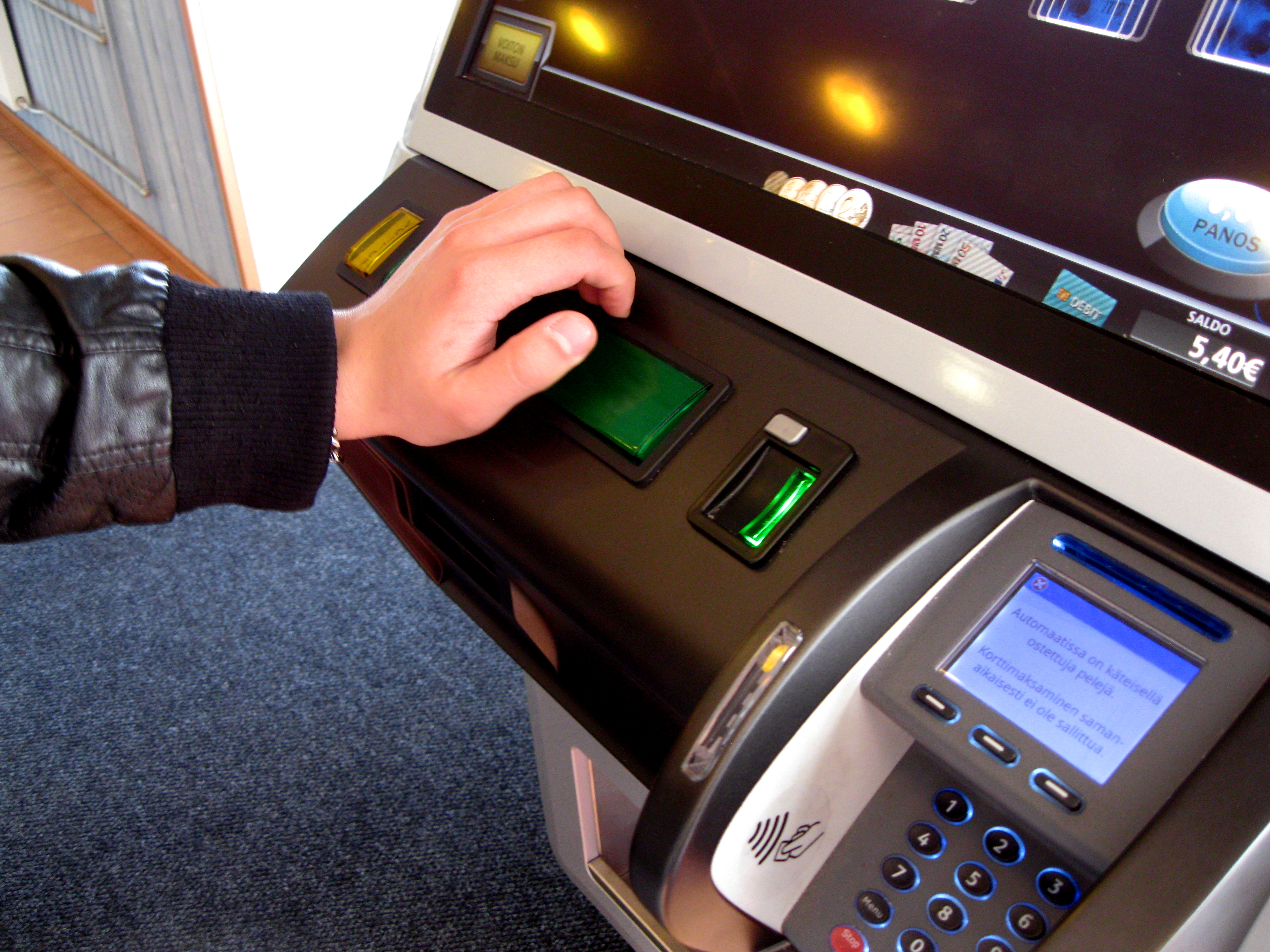
Una slot con il lettore di carte

L'elettronica offre il vantaggio dei sensori interni alle slot (e di una eventuale ripresa audio-video esterna), terminanti ad una "scatola nera". L'esame dei record di registrazione è in grado di provare eventuali guasti, le condizioni psico-fisiche del giocatore, una condotta penalmente rilevante.
Il collegamento ad Internet delle macchine da gioco permette un telecontrollo "a distanza" (ricerca delle cause di guasto), così come il blocco degli apparecchi in caso di anomalia riscontrata di qualsiasi genere (amministrativa o riguardante componenti elettronici guasti) e per l'esecuzione di aggiornamenti software resi effettivamente operativi su tutta la rete.

## Storia

### Slot machinea rulli
Le prime slot machine comparse sul mercato avevano cinque bobine (rulli) rotanti ed erano meccaniche, illuminate e alimentate dalla corrente elettrica, erano prive di controlli di tipo elettronico. Dopo pochi di anni esercizio, furono sostituite da macchine con tre bobine rotanti.
Il giocatore vinceva quando le bobine segnavano lo stesso simbolo (es. tre "win"). La probabilità di un lancio era quindi pari a {\displaystyle [1*{\frac {1}{10}}]^{3}}, se ognuna delle tre bobine aveva 10 simboli non ripetuti (uguali per tutte e tre).
Tantissime slot presentano icone con la frutta o caramelle gommose, questo perché la prima versione di slot inventata dall’ingegnere Charles Fey, con il nome di Liberty Bell, non faceva vincere denaro ma vere e proprie caramelle gommose alla frutta.
Il problema era proprio quello dei jackpot "troppo" bassi: ipotizzando che il 100% dell'incasso venisse redistribuito ai giocatori in montepremi, con una probabilità di vincita di 1 a 1000, esso poteva essere al massimo 1000 volte il costo della giocata (1/1000 € di vincita), con disinteresse del vincitore e noia degli altri giocatori.
I simboli allora salirono da 10 a 22 per rullo (sono 20 anche oggi), in modo da ottenere montepremi più alti, ma nello stesso modo diminuendo la probabilità e il numero medio dei vincitori: con una nuova probabilità di {\displaystyle 1/10648}, data da 22 simboli ad una potenza pari al numero di tre bobine.
All'inizio del suo mandato il sindaco di New York Fiorello La Guardia combatté strenuamente la piaga del gioco d'azzardo e in particolare delle slot machine, da lui definite "macchinette del diavolo", che negli anni trenta invadevano la città finanziando la criminalità organizzata. In una cerimonia su un battello al largo di Long Island arrivò a distruggere a colpi di mazza decine e decine di macchinette, che furono poi gettate in acqua.
Mentre i primi computer elettronici sostituivano negli anni '80 gli ingombranti centri di calcolo (in prevalenza a parti meccaniche), anche i produttori di slot machine si adeguarono alla generale diffusione dell'elettronica in tutti gli ambiti della produzione di serie, iniziando a inserire componenti elettronici propri e pre-programmati prima della vendita con software chiuso e proprietario, quindi non verificabile da terzi. L'elettronica, e non più un giro casuale meccanico dei rulli, determinavano la linea di fermata dei rulli, e la vincita. Così le probabilità di vittoria, di vedere tre simboli uguali sulla payline, divennero sproporzionate rispetto alla loro frequenza reale sul rullo fisico. Anche se continuavano ad esserci tre rulli rotanti, l'elettronica poteva far vedere un simbolo solo su uno dei tre, quando invece lo stesso simbolo era segnato anche nella posizione delle altre due bobine (nella payline).
Nel 1984 Inge Telnaes ottenne il brevetto dal titolo "Dispositivo elettronico di gioco che impiega un generatore (hardware) di numeri casuali per la scelta della posizione di fermata del rullo" (brevetto US numero 4448419), dichiarando che: è importante costruire una macchina che sia ritenuta avere maggiori probabilità di vincita, rispetto a quelle che ora le limitazioni legali del gioco consentono. 
Il brevetto fu poi acquistato dalla International Game Technology che non cedette il diritto di proprietà fino alla scadenza legale, e non lo fece entrare in produzione.
Un rullo virtuale aveva 256 linee-simboli-posizioni, e quindi {\displaystyle 256^{3}=16777216} combinazioni possibili, ma il premio in caso di vittoria era ben lontano dall'essere 16,8 milioni di volte il costo della giocata.

### Computer
Con l'invenzione dei microprocessore, i costruttori hanno oggi la possibilità di assegnare una diversa probabilità ad ogni simbolo presente in ognuno dei rulli, pur configurandosi dei fatti di rilevanza penale.
Queste macchine di gioco si diffusero rapidamente nel Regno Unito a partire dagli anni '80. Alcuni sensori di prossimità collegati al microprocessore monitoravano il conto delle monete inserite dai giocatori, la quota finita nel cassetto interno a guadagno del proprietario, e quella distribuita nelle vincite, adeguando poi la posizione "vincente" dei rulli oppure il premio erogato al rispetto degli obblighi di legge e di un equo compenso dei giocatori.
Le video-slot hanno permesso di eliminare del tutto le parti meccaniche, ottenendo una grafica molto più curata, ricca di colori e contrasti, e più accattivante per i giocatori.

### Generatore di numeri pseudo-casuali
La maggior parte delle macchine da gioco attuali dovrebbe montare un generatore di numeri pseudo-casuali, ad un'alta frequenza (centinaia o migliaia di numeri). Appena il giocatore preme il bottone "play", il numero casuale "estratto" per ultimo decide se il giocatore ha vinto. Basta una piccola frazione di secondo nel premere il bottone, in anticipo o in ritardo, e il risultato cambia: è molto improbabile che siano generati due numeri casuali consecutivi vincenti.
Il generatore di numeri casuali non deve tendere a ripetere sequenze di numeri simili tra loro, con una qualche legge che consente agli utenti più esperti e equipaggiati di predire uno dei prossimi risultati, in base alle serie storiche (come Ronald Daves Harris con il gioco Keno). L'algoritmo dovrebbe essere scelto tra quelli di ultima implementazione, e la frequenza di generazione dei numeri casuali alta a sufficienza da non consentire il tempo di calcolo necessario per predire la estrazione successiva.
Alcune macchine progettate per questa evenienza, generano una lista di numeri casuali prima che il giocatore inizi una nuova partita, salvandoli secondo una modalità nota solamente al produttore.
I numeri casuali che possono essere generati sono molti di più delle combinazioni possibili di simboli e rulli. Perciò, anche prendendo in esame un numero alto di partite è difficilmente possibile risalire a ritroso dai risultati nella payline ai numeri generati prima di iniziare il gioco, e tentare di prevedere il numero (e la payline vincente) a partire dalle precedenti.

### Rapporto giocate/premi
Il pay-off minimo del giocatore è in genere stabilito da leggi e regolamenti, come l'aliquota fiscale applicata al proprietario delle macchine da gioco e anche la quota del produttore o concessionario della distribuzione delle macchine, e quindi la complessiva ripartizione dell'incasso. La percentuale varia dal 75 al 98% negli Stati Uniti.
Se consideriamo un esempio in cui una singola giocata ha un costo di 1 dollaro e il tasso di restituzione al giocatore (RTP) è fissato al 95%, è possibile effettuare il calcolo che dopo un numero significativo di giocate (un valore variabile selezionato dal programma), ad esempio 1 milione, il vincitore fortunato incasserà un premio totale di 950000 $.
La percentuale di pay-off è un indicatore-chiave che cambia numero e importo delle vincite. Se muta valore, si rende necessario un aggiornamento del software o del firmware, a distanza via Internet, oppure recandosi sulle singole macchine da gioco. Il firmware è salvato su una memoria EPROM, una memoria non volatile NVRAM, CD-ROM o DVD di installazione, in base alle caratteristiche della macchina da gioco e ai regolamenti in vigore. La procedura costa tempo e denaro, ed è poco frequente. Per prevenire le frodi informatiche, alcuni Stati, come il New Jersey prevedono una sorta di sigillo anti-sabotaggio da applicare sulle memorie EPROM, modificabili solo alla presenza di una agenzia governativa (Gaming Control Board). Il Nevada prevede degli audit sul luogo, periodici e a sorpresa.
Numerosi casinò, reali o virtuali, sono stati dispensati in forza di leggi lobbistiche dall'obbligo di notificare queste informazioni ai giocatori, in modo che siano consapevoli di partecipare a una partita con regole eque, oppure persa in partenza. Dal 2000, questo tipo di informazioni ha iniziato ad essere di pubblico dominio, prima di tutto per l'opera dei casinò online (dove, diversamente dalle macchine da gioco, l'incasso effettivo non è immediatamente identificabile a meno di concentrare i pagamenti dei siti in una piattaforma comune e non proprietaria), e in secondo luogo dalle autorità indipendenti di vigilanza sul gioco d'azzardo.
I generatori di numeri casuali dovrebbero permettere di avere estrazioni indipendenti tra loro, con vincite equiprobabili. Per i numeri pseudocasuali il numero generato al tempo t viene a dipendere dal numero generato al tempo t-1, dove la probabilità è condizionata dalla eventuale vincita alla giocata precedente e dal particolare numero vincitore. Propriamente, la misura della correlazione fra le variabili (il valore del numero vincente generato per ogni giocata, differito all'inizio oppure contestuale), al di sotto di una certa soglia permette di affermare che le variabili sono indipendenti tra loro, anche se su "grandi numeri" possono verificarsi fenomeni di convergenza verso una qualche legge probabilistica nota, caso in cui indipendenza ed equidistribuzione fanno valere la Legge dei grandi numeri.

### Frodi
Le slot machine meccaniche potevano subire frodi di vario genere anche da parte degli utenti (clienti o qualche potenziale proprietario), poi impedite dall'introduzione di adeguate modifiche tecniche.
Una truffa era il semplice inserimento di una moneta legata ad un filo plastica, che per forma e peso era rilevata dai sensori, in modo da accreditare la partita. Poi il filo era mosso in modo da far ruotare la moneta e farla entrare nello scivolo di scarto anziché in quello che alimenta il cassetto di raccolta.

Un altro metodo, ormai obsoleto, era l'impiego di una sorgente luminosa per confondere il sensore ottico che conta il taglio delle monete durante la vincita, in modo da ottenere una somma maggiore.
Le slot machine dopo gli anni '90 montano una memoria EPROM, mentre nei maggiori casinò le machine da gioco accettano soltanto banconote, e non monete (e la carta di credito che permette di tracciare vincite, giocate, tasse). Una prima generazione poteva essere ingannata con congegni noti come Slider o Monkey paw, rischio poi azzerato da nuovi accorgimenti tecnici.
Dopo aver decifrato l'algoritmo alla base del generatore di numeri pseudo-casuali delle slot machine Novomatic, l'hacker russo conosciuto come Alex riuscì a svuotare moltissime slot nel corso di circa 7 anni. La sua tecnica fraudolenta si basava sulla prevedibilità dell'algoritmo utilizzato dal PRNG di questo tipo di slot, prevedibilità che permetteva di stabilire i risultati degli spin. Per mettere a punto il suo metodo Alex ingaggiò alcuni collaboratori e li munì di un'applicazione per smartphone da lui stesso sviluppata, la quale indicava in quale esatto momento doveva essere schiacciato il tasto "spin" per vincere.

### Montepremi errato
Si è visto negli anni 2000 che una slot machine elettronica guasta può indicare una vincita di jackpot di gran lunga superiore a quelle pubblicizzata, ad esempio a causa di un errore del software, o di un momentaneo calo di tensione nella corrente elettrica di alimentazione (o un raro problema di sicurezza elettrica).

Nel 2010 due casinò del Colorado assegnarono vincite di 11000000 e 42000000 $. 
L'esame della Gaming Commission sui record di registrazione dimostrò l'errore, e che il vero jackpot era decisamente minore. 
Le leggi nazionali non obbligavano in quel caso il casinò ad onorare la vincita, non considerata alla stregua di debito di gioco.
Un dispositivo elettronico o meccanico è caratterizzato da un certo tasso di guasto (errore, difetto o malfunzionamento), nell'arco della sua vita utile, in base al principio generalmente accettato: la sicurezza assoluta non esiste.

Se il tipo di fatto in sé è classificato fra quelli imprevisti e non altrimenti prevedibili per entrambe le parti, non c'è dolo o colpa (un mancato rispetto dei principi di ragionevolezza, diligenza, correttezza e buona fede), allora per analogia della norma può essere assimilato ad una causa di forza maggiore (dell'agente), tale da poter far valere una eccezione alla richiesta di pagamento del giocatore.

## Problemi del gioco d'azzardo
L'espressione inglese machine zone è usata dagli psicologi per indicare lo stato di alienazione dal mondo circostante e di totale immersione nel gioco, che porta per ore a perdere la percezione del tempo e dello spazio, la cognizione del proprio corpo, e delle somme perse.
Secondo alcuni studi, vincere alle slot provoca piacere fisico per via del rilascio di dopamina. Ma se risulta naturale nel primo caso, la stranezza è che questo sembra valere anche in caso di perdita. Nel dettaglio esiste un caso specifico, ossia quando si allineano due simboli su tre nella riga di riferimento, dove il cervello va ad identificare erroneamente il 2 su 3 come una quasi vittoria. Uno studio psicometrico, inoltre, è riuscito a documentare l'intensificarsi dello stato eccitatorio dei giocatori indotto dalla stimolazione sensoriale dopo un certo tempo trascorso davanti alle slot machine (suoni, luci, veste grafica, ecc).
Le slot machine riescono a portare ad un livello patologico il coinvolgimento dei singoli individui con una velocità tripla rispetto a quanto si manifesta nei frequentatori abituali dei casinò, a prescindere dal fatto che essi abbiano praticato in passato altri tipi di gioco d'azzardo senza andare incontro a conseguenze psico-fisiche di qualche tipo
Il reportage giornalistico dal titolo "Slot Machines: The Big Gamble", realizzato nel 2011 dal popolare programma 60 Minutes trasmesso dalla CBS, ha approfondito il legame che esiste fra le slot machine e l'insorgere di una vera e propria forma di dipendenza da gioco d'azzardo patologico.
Il gioco d'azzardo viene talora inteso come uno svago e un'opportunità di "socializzare" con altre persone, fatto che potrebbe recare un qualche beneficio a chi soffre uno stato di solitudine e depressione, anche se in presenza di un reddito e di un lavoro dignitosi.

I presunti benefici psicologici sono limitati dal fatto che il giocatore di norma trascorre la maggior parte del suo tempo davanti a una macchina, senza interagire con gli altri simili, e dal rischio che al contrario esso possa diventare una patologia.
Un secondo argomento riguarderebbe la possibilità di accumulare una somma di denaro sufficiente a realizzare "sogni e speranze" individuali rimasti a lungo "nel cassetto". Un'attenta valutazione sui rischi-benefici (come un'Analisi SWOT) di alcune tipologie di gioco porterebbe il decisore razionale a preferire altre forme di investimento del denaro, proprio e preso a debito. Difficilmente, si può parlare di un rischio calcolato.
Una forma di dipendenza e i debiti di gioco possono avere conseguenze negative importanti sul proprio lavoro e sulla propria vita affettiva.

Una condotta tipica di una dipendenza grave consiste nell'indebitarsi e privarsi dei mezzi necessari per vivere.

## Statistiche comparative sul gioco d'azzardo
Le statistiche riguardano il numero di macchine da gioco operative, raccolta totale e gettito fiscale del gioco d'azzardo e sua composizione (per categoria legale di slot, tipologia di gioco, o di gestore), rapporto somme giocate/premi erogati (detti pay-out, o return rate), indicatori comportamentali dei giocatori (importo e ore medie spese alle slot machine, ecc.).

### In Australia
Al 2010 le "Poker Machines" attive in Australia erano 200057, pari al 2,75% del totale mondiale (7249919)
L'Australia aveva nel '99 il 21% delle macchine da gioco operative nel mondo, pari a cinque volte il totale degli Stati Uniti, collocandosi all'ottavo posto nella graduatoria mondiale, dopo: Giappone, USA, Italia, Regno Unito, Spagna e Germania.
Per fare un paragone, lo Stato del Nevada (negli USA) risultava avere 190135 slot machine operative al 2010, pur avendo legalizzato il gioco d'azzardo già all'inizio del XX secolo.
Dei 4 miliardi di gettito generati deal gioco d'azzardo introiti dell'anno fiscale 2002-2003, più della metà arrivava da bar e sale giochi registrate.

### In Italia
La somma delle giocate annuali alle slot machine in Italia è salita vertiginosamente dai 4000000000 € (equivalenti) nel 2000, ai 47500000000 € del 2008 ai 96 miliardi del 2016, pari alla spesa per l'istruzione, e al 4% del Prodotto Interno Lordo italiano.
L'Italia ha in media una slot ogni 228 abitanti (dopo il contingentamento messo in atto dal Ministero Economico delle Finanze Italiano che ha previsto la riduzione a 265000 unità che si è attuato il 30 aprile 2018), seguita da Spagna (una ogni 245) e Germania (una ogni 261). Dei 96 miliardi realizzati nel 2016, in crescita dell'8% rispetto al 2015, 26,3 miliardi arrivano dalle slot, altri 23 dalle videolottery, e 16 dai giochi di carte: l'Italia è prima in Europa per somme giocate, e numero di slot in rapporto agli abitanti.

### In Canada
I giochi come le videoslot, il videopoker, i keno rappresentano più dell'80% dei profitti dei casinò, e nello stesso tempo sono responsabili di circa l'80% dei casi di gioco patologico identificati, che contribuirebbero per il 59,1% di tali ricavi.
Su un campione rappresentativo di 8842 giocatori residenti, intervistati circa le loro abitudini di gioco e la quantità di denaro spesa, si è potuto stimare che i giocatori online hanno permesso a Loto-Québec di raccogliere 441 milioni di profitti nel 2004. Questo cifra supera significativamente i profitti totali che Loto-Québec ha realizzato nei suoi tre casinò, e ha costituito più di un terzo dei profitti Loto-Québec per l'anno citato.
La legalizzazione delle slot machine in Québec è stata giustificata all'opinione pubblica dicendo che la criminalità organizzata gestiva direttamente più di 40000 macchine illegali, al momento dell'approvazione della legge. La legalizzazione avrebbe così eradicato il fenomeno delle macchine illegali.

Al 30 settembre 2006, erano censite 13211 macchine da gioco operative, non precisando numero e importo medio delle giocate, o i casi di infiltrazioni mafiose nella proprietà e gestione del fenomeno. La legalizzazione ha però contribuito a diffondere il gioco fra la popolazione, prima di allora limitato nei dati ufficiali al ristretto numero di casinò esistenti sul territorio.

## Legislazioni comparate
Oltre al regime di tassazione, le legislazioni possono stabilire la competenza del Governo centrale o degli enti locali in materia di gioco d'azzardo, obblighi di registrazione e requisiti autorizzativi per i gestori, parametri tecnici per le macchine da gioco (lato utente: il rapporto fra somme giocate e montepremi da distribuire, l'importo massimo che una macchina può accettare per singola giocata, obbligo informativi o di registrazione degli eventi; lato gestore: connessione in rete, telediagnostica, ecc.), sanzioni.

### Russia
Le sale da gioco con slot machine fecero la loro comparsa nel 1992, iniziando a diffondersi rapidamente in tutto il Paese. Nei primi anni '90 simili leggi di "liberalizzazione" entrarono in vigore anche in altri Stati.

Le due catene più frequentate dai russi erano "Vulcan 777" e "Taj Mahal". Nel 2009 una serie di divieti e regolamenti portarono alla chiusura di molti locali, finché si concentrarono in zone autorizzate a svolgere questo tipo di attività.

### Slovenia
La tipologia di macchina più diffusa si ispira alla storia antica giappo-tibetana. Infatti, in occasione della discesa del "MEGA", la macchina riproduce fedelmente i terremoti tipici della zona attraverso una forte vibrazione.

### Canada
Il codice penale canadese delega la regolazione del gioco d'azzardo alla competenza delle provincie autonome, lasciando pochi spazi di decisione all'autorità governativa. Pertanto, i regolamenti fra una provincia o territorio e l'altro presentano notevoli differenze tra loro.
Ogni provincia decide le tipologie di macchine da gioco installabili, negoziandole col Gaming Department centrale. Una parte della tassazione viene trasferita dall'erario locale alle casse dello Stato. La questione era in primo luogo economica.

L'Assembly of First Nations stabilì che il gioco d'azzardo era sottoposto alla giurisdizione degli enti locali, sulla base della stessa Legge costituzionale del 1982 (sez. 35). Tuttavia, la Corte Suprema ha respinto la tesi secondo la quale esisterebbe un diritto di rango costituzionale alla proprietà e al libero esercizio dell'attività di gioco, stabilendosi invece che, dove questo sia esercitato, esso debba svolgersi secondo le norme approvate dai decisori locali.
Province e territori hanno costituito numeri telefonici di aiuto, centri di assistenza sanitaria e sociale per persone affette da ludopatie.
La provincia del Québec è l'azionista di controllo di Loto-Québec, società pubblica governativa e unica concessionaria locale, spesso operante in altri territori del Canada. Nel 2009 ha ottenuto il massimo livello della certificazione rilasciata dalla World Lottery Association (WLA), per una gestione socialmente responsabile del gioco d'azzardo. < br/>
Il 23 marzo 2010 il secondo grado della Corte di Giustizia del Quebec ha validato l'accordo extra-giudiziale che aveva concluso la causa collettiva, stabilendo che i videoterminali non sono la causa del gioco compulsivo, ed escludendo quindi una responsabilità dei gestori in merito.
Il Governo decise di pagare le spese mediche sostenute dai giocatori compulsivi nel periodo dal 1994 al 2002, dietro esibizione di giustificativi di spesa, per tutti i tipi di gioco.< br/> 
Dal 2002 il programma statale Medicare copre i costi delle terapie mediche per i disturbi da gioco compulsivo.

### Australia
La legge australiana definisce le "Poker Machines" o "pokies" come macchine da gioco, normalmente sono videoterminali elettronici con cinque bobine, e che arrivano ad avere fino a 200 linee ciascuna. Queste macchine da gioco comprendono funzionalità secondarie, come l'assegnazione di partite gratis o di bonus da spendere al gioco.
La legislazione è competenza dei singoli Stati, risultando in norme differenti tra loro. Le macchine da gioco si trovano nei casinò (nelle città più importanti), nei pub e club sportivi, ricreativi o riservati ai militari. 
Nel 1956 il Nuovo Galles del Sud fu il primo Stato australiano a legalizzare il gioco d'azzardo, praticabile all'interno di centri registrati e autorizzati. Secondo dati della Australian Productivity Commission, nel 1999 la metà delle macchine da gioco australiane erano concentrate in questo Stato.
Nello Stato del Queensland, la legge impone che le macchine da gioco collocate presso bar o sale debbano complessivamente redistribuire in premi ai giocatori l'85% delle somme raccolte, mentre nei casinò la percentuale prevista sale al 90%.. Altri Stati australiani prevedono valori di riferimento simili.
Il 1º dicembre 2017, un emendamento alla legge sul gioco d'azzardo ha vietato, retroattivamente fino al 2003, le macchine da gioco che accettano banconote di taglio superiore a 100 AU$.

Tutte le macchine da gioco operanti nello Stato della Vittoria hanno una schermata a carattere informativo (attivabile col tasto "i") che illustra al giocatore le regole, importi di ogni possibile combinazione di simboli vincente in rapporto alla giocata, il rapporto giocate/premi complessivo.

### Regno Unito
La materia del gioco d'azzardo è da tempo regolata da uno strumento legislativo equivalente al Testo Unico. Il Gambling Act del 2005 abroga e sostituisce il precedente Gaming Act del 1968
Le tipologie previste sono:
| Categoria di macchina da gioco | Massima puntata singola (da gennaio 2014) | Massima vincita per singola giocata (da gennaio 2014)      |
| ------------------------------ | ----------------------------------------- | ---------------------------------------------------------- |
| A                              | Illimitato                                | Illimitato                                                 |
| B1                             | 5 £                                       | 10000 o 20000 £ (se la macchina ha un jackpot progressivo) |
| B2                             | 100 £ (e multipli successivi di 10 £)     | 500 £                                                      |
| B3                             | 2 £                                       | 500 £                                                      |
| B3A                            | 1 £                                       | 500 £                                                      |
| B4                             | 2 £                                       | 400 £                                                      |
| C                              | 1 £                                       | 100 £, oppure 200 £ se il montepremi è ripetuto            |
| D (vari)                       | da 0,10 fino a 8 £                        | 8 £ se in contanti, oppure 50 £                            |

Le macchine di categoria A sono progettate e definite legalmente in vista dell'apertura di casinò regionali, ma l'attuazione è stata sospesa dal Governo Brown.

La generazione di numeri casuali o pseudo-casuali distingue le macchine di categoria B. Le machine di categoria C sono destinate a pub, nightclub e sale giochi.

### In Italia
Le sale bingo sono state liberalizzate nel 1999, nel 2003 le slot machine nei pubblici esercizi (legge n.282/2002), aprendosi agli operatori stranieri con decreto n.248/2006, fino alla liberalizzazione del gioco online (decreto n.138/2011).
Ogni macchina denominata new slot, meglio descritta nell'art. 110 comma 6 del TULPS, deve essere accompagnata da due nulla osta in originale ed un attestato esposti:
- Nulla osta di distribuzione (indicante il costruttore della macchina)
- Nulla osta di messa in esercizio (indicante il gestore proprietario della macchina)
- Attestato di conformità (indicante che il software di gioco presente nella slot è conforme alle leggi in vigore)

Tutti e tre sono forniti dall'Amministrazione Autonoma dei Monopoli di Stato (AAMS).
Le imposte su questo tipo di apparecchi vengono calcolate sul volume delle giocate effettuate e sono pari al 21,25%, come tassa PREU (Prelievo Erariale Unico) dal 29 gennaio 2019 (precedentemente 20,6% dal 1º gennaio 2019, 19,25 dal 1º settembre 2018, 19% dal 24 aprile 2017 e 17,5% dal 2016, 13% dal 2015, 12,7% dal 2013, 11,8% dal 2012, e circa 12% dalla loro nascita), più lo 0,80% ad AAMS, più una percentuale variabile a seconda del gestore, come tassa per la concessione di rete. Il resto viene solitamente diviso con l'esercente dell'esercizio pubblico ove site, al netto delle vincite. Le attuali misure di pagamento e di vincita prevedono 1 € (nuova generazione, "comma 6A", previste dal [legge 23 dicembre 2005, n.266 - Finanziaria 2006), come costo di una partita (la partita è spesso divisa in bet (puntata) pari a 0,25 € e 0,50 €, e 100,00 € come vincita massima). Mentre la percentuale di vincita deve essere pari, e questo deve succedere solo al termine di ogni ciclo di partite, al 65% da gennaio 2020 (precedentemente 68% da gennaio 2019, 70% dal 2016, 74% dal 2013 e 75% dalla nascita), mai inferiore, e calcolato su un ciclo variabile massimo di 140000 partite ma le NEW slot o A.W.P. sono tipicamente di 28000-35000 partite.
Nell'aprile 2008 ha fatto la sua entrata in scena una generazione di new slot (che rientrano nella definizione al comma 6A), le quali hanno un costo per partita fino a 1,00 € e vincita massima per singola partita fino a 100,00 € (il doppio rispetto alle precedenti new slot comma 6). Un altro fondamentale cambiamento con questa generazione di apparecchi è la sicurezza anti frode: questi apparecchi, infatti, sono stati progettati con sistemi evoluti, per evitare ogni frode ai danni dello Stato e del giocatore. Tali macchine, infatti, riconoscono i segnali inviati dal provider di rete che li gestisce e, in assenza di tali segnali per un periodo di 7 giorni, attivano automaticamente un blocco software che disabilita l'apparecchio.
I pagamenti delle vincite vengono effettuati in moneta.
Le case produttrici di nuove slot più importanti sono IGS, Spielo, Mag, Elsy, Astro, Bakoo, Octavian, EuroGames s.r.l
Nel 2013 la Corte suprema di cassazione Penale ha confermato la responsabilità dei gestori di sale gioco in qualità di legale rappresentante e amministratore sui quali gravano dovere positivi di vigilanza e controllo inerenti alla corretta gestione del punto vendita, e la corretta ottemperanza degli obblighi verso l'autorità amministrativa. Le slot machine erano 
"girate a muro", scollegate dalla rete elettrica, e dalla rete telematica coi Monopoli dello Stato per il pagamento del PREU all'erario.

Anche se erano state acquistate a scopo di "ricambio di parti" per altre slot regolarmente in funzione, permane il dolo eventuale, come il rischio che ci sia una messa in servizio in violazione degli obblighi, e la eventualità di una frode informatica ed evasione fiscale conseguente ai danni dello Stato. Il dolo eventuale (fino al peculato) si configura quando l'illecito è commesso da altra persona, come chi a vario titolo concorre alla gestione del punto vendita.

## Inchieste giornalistiche e progetti del Terzo Settore
Una prima inchiesta scoop del Secolo XIX nel 2007 ha reso noti una indagine della Guardia di Finanza, Corte dei Conti di Roma, e Procure della Repubblica di Venezia, Bologna e Roma, soprattutto negli anni 2004 e 2005, ma senza significativi cambiamenti nei due anni successivi:
Per il 2006, secondo dati dei Monopoli, a fronte di un volume di affari pari a 15.4 miliardi di euro, (di cui la quasi totalità derivate da apparecchi con vincite di denaro), vi è stato un gettito fiscale pari a 2 miliardi e 72 milioni di euro, con 200.000 apparecchi attivati.[...]

L'effettiva raccolta di gioco sarebbe di molto superiore alla cifra citata. Secondo stime della Finanza (in sostanziale accordo con le testimonianze di vari operatori del settore), la predetta raccolta di gioco ammonterebbe a 43.5 miliardi di euro.

Due terzi delle macchinette non sono collegate alla rete di controllo.»
( M. Menduini, F. Sansa, Videopoker, 100 miliardi non riscossi dai Monopoli e finiti alla mafia, su ilsecoloxix.it, 31 maggio 2007.)
In modo simile, si esprime anche la Corte dei Conti del Lazio nel 2012:
Questo controllo sicuramente non c'è stato. Almeno per il periodo Gennaio 2005-Gennaio 2007, interessato dai giudizi, ma, per quanto si è avuto modo di capire, gravissime carenze nel sistema sussistono tuttora.»
(Corte dei Conti del Lazio, sentenza n. 214/2012)
Il procedimento si è concentrato sul risarcimento del danno patrimoniale (spreco di risorse della PA, penali contrattuali per inadempimento di obblighi di pubblico servizio), ma non sul danno erariale, voce distinta dalle altre e derivante dalle minori entrate dovute a macchine da gioco operative e non collegate in rete. Per l'attivazione del procedimento da danno erariale, la legge prevedeva una specifica e concreta notizia di danno. Al contrario, la multa comminata era inevitabilmente basata su una stima e aveva natura presuntiva (50 euro * n. slot machine *ora di esercizio con mancato collegamento in rete).
Nel corso dell'estate 2013 sono state pubblicate alcune inchieste di data-journalism sul tema delle slot, realizzate da giornalisti e Dataninja.it ed Effecinque. La prima inchiesta è stata pubblicata su Wired e sostanzialmente analizza il numero di videoslot presenti sul territorio nazionale, evidenziando come nei territori con maggiore concentrazione di slot la spesa dei giocatori fa registrare un incremento, diventando anche un costo sociale.
Nel secondo caso è stato realizzato uno studio sull'area del Comune di Genova pubblicato su Il Secolo XIX, evidenziando alcune caratteristiche del fenomeno nel capoluogo ligure. In particolare, l'inchiesta ha portato in risalto il fatto che ben poche delle videoslot attive rispettino il limite dei 300 metri di distanza minimi da luoghi sensibili (scuole, ospedali, luoghi di culto), previsto dalla legge.
Entrambe le inchieste fanno parte del progetto etichettato con l'hashtag #Slotinvaders.
Il movimento No Slot
Nella primavera del 2011, il dibattito critico sulle slot machine ha dato vita alla prima marcia di sensibilizzazione sul problema e, successivamente, al movimento No Slot, fondato da Simone Feder e Marco Dotti. Il movimento aggrega circa 7000 cittadini, realtà associative e istituzioni attorno a un manifesto che punta a promuovere un cambio culturale di prospettiva rispetto al problema dell'azzardo di massa. Il 4 settembre 2013 il movimento ha ricevuto incoraggiamento e benedizione da papa Francesco. Il movimento promuove attivamente iniziative culturali e proposte di legge, e al 2018 è principalmente strutturato in rete, dove pubblica i propri contenuti nel periodico "Vita".

## Contenziosi legali in Italia

### Per l'erario e lo Stato
A partire dal 2007, la Corte dei Conti del Lazio ha aperto un contenzioso per danno erariale con i dieci concessionari di slot machine, chiedendo un risarcimento stimato inizialmente in 98 miliardi di euro. Il contenzioso è frutto di un'inchiesta biennale del Nucleo speciale antifrode della Guardia di Finanza, guidata dal generale Umberto Rapetto.
Nel 2012, in primo grado, la Corte dei Conti del Lazio ha condannato i concessionari rivalutando il danno in 2500000000 € di euro.
Nell'agosto 2013, in occasione della riformulazione della tassa denominata IMU e relativa sospensione per l'anno 2013, si inseriscono tra i fondi a copertura del decreto eventuali introiti derivanti dalla chiusura del contenzioso sopracitato. Tale chiusura prevede un introito compreso tra 500000000 e 700000000 €, corrispondenti al 30% della sanzione, il massimo consentito dalla legge per questo tipo di sanatoria. Per tale soluzione è necessaria però l'adesione spontanea dei concessionari condannati, che, al momento, non sembrano intenzionati ad accettare e puntano invece sul giudizio di appello ancora pendente.

### Per i cittadini
Alcuni enti locali hanno introdotto divieti riguardo al gioco d'azzardo, come fasce orarie interdette, o distanze minime da luoghi frequentati da minorenni.

Le limitazioni sono state oggetto di contestazioni alla giustizia amministrativa,, dato che manca un Testo unico che disciplini organicamente la materia, così come una legge dello Stato che affidi agli enti locali simili e specifici poteri regolamentari in merito. Esiste un accordo quadro della Conferenza permanente Stato-regioni, risalente al 2017. Alcune regioni come la Toscana, si sono dotate di qualche strumento in merito.